# Bracon ductor
Bracon ductor är en stekelart som beskrevs av Telenga 1936. Bracon ductor ingår i släktet Bracon och familjen bracksteklar. Inga underarter finns listade.